# 봉남로
봉남로(Bongnam-ro)는 전북특별자치도 김제시 금산면에서 김제시 신풍동을 잇는 125km 도로이다

## 주요 경유지
전북특별자치도
- 김제시 (금산면 . 봉남면 . 황산면 . 신풍동)

## 노선
| 이름          | 접속 노선                 | 소재지 | 소재지 | 비고                    |
| ------------- | ------------------------- | ------ | ------ | ----------------------- |
| 낙수교차로    | 국도 제1호선 (선비로)     | 김제시 | 금산면 |                         |
| 산월 나들목   | 25호선 호남고속도로       | 김제시 | 금산면 |                         |
| (이름없음)    | 지방도 제735호선 (초처로) | 김제시 | 봉담면 | 지방도 제735호선과 중복 |
| 대송교        |                           | 김제시 | 봉담면 | 지방도 제735호선과 중복 |
| 남주사거리    | 대송로                    | 김제시 | 봉담면 | 지방도 제735호선과 중복 |
| 신덕삼거리    | 지방도 제735호선 (활산로) | 김제시 | 황산면 | 지방도 제735호선과 중복 |
| 신호교        |                           | 김제시 | 황산면 |                         |
| 도장리고개    |                           | 김제시 | 신풍동 |                         |
| (이름없음)    | 지방도 제714호선 (봉황로) | 김제시 | 신풍동 |                         |
| 오정교        |                           | 김제시 | 신풍동 |                         |
| 용동교        |                           | 김제시 | 신풍동 |                         |
| 김제육교      |                           | 김제시 | 신풍동 |                         |
| 용동사거리    | 두월로 벽지산로           | 김제시 | 신풍동 |                         |
| 남북로와 직결 |                           |        |        |                         |

## 주요 시설및 건물
- S-OIL 호남고속주유소 (봉담로 115/화봉리 12-4)
- 봉남카서비스 (봉담로 117/화봉리 12-8)
- 농협 동김제농협 봉담지점 (봉담로 409/대송리 568-1)
- 농협 동김제농협 하나로마트 봉담점 (봉담로 409/대송리 568-1)
- 봉담파출소 (봉담로 415/대송리 566-2)
- CU 김제봉남점 (봉담로 418/대송리 563-3)
- 봉담면 행정복지센터 (봉담로 419/대송리 565)
- HD현대오일뱅크 중앙주유소 (봉담로 507/신호리 165-2)
- 현대자동차 블루핸즈 현대자동차일광서비스 (봉담로 843/황산동 151-3)
- 알뜰 봉황주유소 (봉담로 878/황산동 226-13)